# داگ استون
داگ استون (انگلیسی: Doug Stone؛ زادهٔ ۱۹ ژوئن ۱۹۵۶) یک موسیقی‌دان اهل ایالات متحده آمریکا است. وی از سال ۱۹۸۹ میلادی تاکنون مشغول فعالیت بوده‌است.